# Sigaret

1. filter, 2. papier om filter, 3. vloeipapier en 4. tabak.

Een sigaret is een rolletje tabak, meestal korter dan 10 centimeter, bijeengehouden door een dun papieren kokertje. Dit kokertje kan al dan niet een filter bevatten. De diameter is 5-10 millimeter. Het papier en de tabak worden aan één zijde aangestoken en de sigarettenrook wordt via het andere uiteinde door de mond naar binnen gezogen. Als daarbij tot in de longen wordt ingeademd, wordt dit inhaleren genoemd. Aan een sigaret kan een bepaalde smaak worden toegevoegd, zoals cacao, vanille of menthol. Een fabrieksmatig geproduceerde sigaret is erop gemaakt de verbranding van tabak te versnellen.
De naam 'sigaret' komt van het Franse cigarette ('sigaartje') en is een afgeleide van de sigaar. De as van een sigaret wordt er doorgaans van afgetikt in een asbak. Wanneer de sigaret is opgerookt, heet het restant van de sigaret een peuk.

## Geschiedenis
De sigaret is waarschijnlijk ontstaan in Zuid-Amerika. In Europa werd ze populair na de Krimoorlog (1854-1856). Soldaten brachten sigaretten uit Zuidoost-Europa en het Midden-Oosten mee naar West-Europa. Vanaf 1880 kwam de productie in Amerika tot een doorbraak nadat James Bonsack de eerste sigarettenmachine uitvond. Deze kon 200 sigaretten per minuut produceren. Ook later waren het soldaten die het gebruik van sigaretten verspreidden: Amerikaanse en Britse soldaten deelden tijdens en na de Eerste en de Tweede Wereldoorlog sigaretten uit aan de bevolking. Sigaretten maakten deel uit van het soldatenrantsoen. Na 1944 nam de populariteit van de sigaar in Europa geleidelijk af, hij werd voor een belangrijk deel verdrongen door de sigaret.

## Bestanddelen
Een brandbare deel van een sigaret bestaat hoofdzakelijk uit tabak, vloeipapier en additieven. Deze laatsten hebben als taak de eigenschappen van het tabaksproduct, zoals de smaak of de houdbaarheid, te verbeteren. Additieven kunnen als negatief bijeffect hebben dat ze de gezondheid van de consument schaden, de additieven kunnen na verbranding ook giftig zijn of verslavend.
Tabaksfabrikanten en -importeurs zijn wettelijk verplicht ieder jaar voor elk tabaksproduct alle additieven op te geven, inclusief de hoeveelheden, functies en gezondheidseffecten.
In 2011 werden voor alle tabaksproducten bestemd voor de Nederlandse markt in totaal 1077 verschillende additieven gebruikt, vooral in sigaretten komen ze veel voor. Gemiddeld bestaat een sigaret voor 70% uit tabak en de overige 30% uit additieven, waarvan 5%-punt aan de tabak wordt toegevoegd en de overige 25%-punt aan het filter en vloeipapier. Aan tabak worden met name smaakstoffen toegevoegd, zoals suiker, cacao en vanilline, maar ook bevochtigingsmiddelen als glycerol en propyleenglycol. Aan het filter en papier worden vooral filtermaterialen, vulstoffen, lijmen, kleurstoffen en weekmakers toegevoegd. Per sigaret worden gemiddeld 74 additieven toegevoegd en ze worden veelal gebruikt om een merk unieke karakteristieken te geven.

## Gezondheidsrisico's

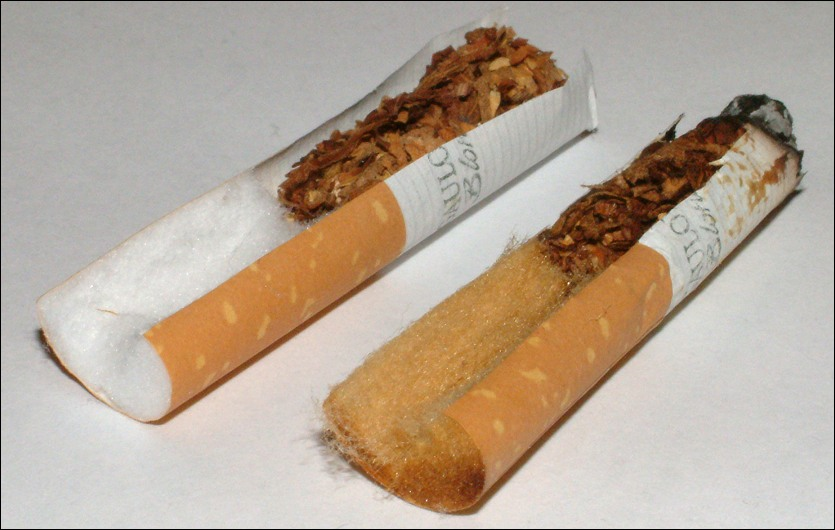
filter voor en na gebruik

Behalve teer (veroorzaker van de rokershoest), nicotine (de verslavende stof in tabaksrook die onder andere hoge bloeddruk veroorzaakt, en beschadiging en vernauwing van de bloedvaten) en koolmonoxide (zorgt voor een slechtere lichamelijke conditie). Tabaksrook bestaat uit zo'n 4000 aantoonbare giftige stoffen. Het totaal aantal giftige stoffen wordt geschat op 100.000, waarvan de aangetoonde stoffen zo'n 95% van het volume uitmaken. Tientallen stoffen in tabaksrook zijn kankerverwekkend. Het betreft onder andere nitrosaminen, formaldehyde, arseen, cyanide, aceton, ammoniak, azijnzuur, DDT en benzeen.
Statistische onderzoeken wijzen uit dat roken (mede)verantwoordelijk is voor een groot aantal sterfgevallen. Ziekten die door roken worden bevorderd zijn onder meer ziekten van hart (onder andere hartinfarct) en bloedvaten (atherosclerose), ziekten van de luchtwegen (onder andere COPD), mondaandoeningen (onder andere parodontitis, met als gevolg kans op verlies van tanden en kiezen) en vrijwel alle vormen van kanker (onder meer mondkanker, keelkanker, longkanker, teelbalkanker). Tevens onder meer beroerte (cerebrovasculair accident), longemfyseem, longontsteking, ziekte van Graves, rugklachten, oorklachten, en etalagebenen. Ook geeft roken onder meer een verhoogde kans op impotentie, erectiestoornissen, beschadiging van de zaadcellen, beschadiging van de eicel, miskraam (kans is 1,5 à 3 keer zo groot), wiegendood bij baby's, een lager geboortegewicht van pasgeboren baby's, allergische klachten bij kinderen, onvruchtbaarheid, maculadegeneratie, staar, blindheid (door beschadiging van de bloedvaten in het oog), verandering van de gebitskleur (bruine tanden), onfrisse adem, kleurverandering van de handen (vooral de vingers), voortijdige veroudering van de huid (rimpels), verhoogde kans op haaruitval en een minder goede algehele lichamelijke conditie.
Een rokershoest ontstaat als iemand langdurig (fors) rookt. De teer die de longen binnenkomt als er een trekje aan een tabaksproduct wordt genomen (bijvoorbeeld een sigaret), zet zich vast op het longweefsel. In de longen bevindt zich een enorm aantal trilhaartjes. Deze trilhaartjes hebben als taak het uit de longen drijven van met afval vervuild slijm. Zonder deze trilhaartjes hoopt zich allemaal vuil op in de longen.
Nicotine, teer en veel andere stoffen die vrijkomen bij het verbranden van tabak, komen de longen binnen. De agressieve gassen uit tabaksrook dringen door de natuurlijke slijmlaag van de longen door. Deze stoffen tasten de cellen aan; de cellen sterven af. Gevolg is dat vele witte bloedcellen komen helpen om de cellen weer op te bouwen. Bij mensen die veel roken komen er geen normale cellen terug, maar nemen slijmproducerende cellen de lege plaatsen in. Deze produceren zeer veel slijm, waardoor de vervuiling in de longen meegenomen kan worden. De hoeveelheid slijm is echter te groot voor de trilharen; deze kunnen het niet meer aan en raken verlamd. Ook nicotine zorgt ervoor dat de trilharen verlamd raken.
De trilharen voeren het slijm met vuil niet meer af; ze zijn immers verlamd en doen bijna niks meer. De hoeveelheid slijm kan nu alleen nog maar afgevoerd worden door het hoesten: de 'rokershoest'. Vooral 's ochtends hebben rokers er last van: de trilhaartjes die hun werk nog enigszins hebben kunnen doen zijn erin geslaagd een deel van het slijm naar boven te brengen. Dit slijm is klaar om uitgehoest te worden. Veel rokers zullen daarom ook 's ochtends moeten hoesten, meer dan overdag het geval is. Elke keer dat er gehoest wordt, neemt de elasticiteit van het longweefsel af. Op een gegeven moment is de rek bijna volledig uit het weefsel. Deze ziekte heet longemfyseem en kan ernstig invaliderend zijn wanneer er niet gestopt wordt met roken.
In Nederland sterven er jaarlijks 20.000 mensen aan de gevolgen van roken, hierin zijn de passieve rokers niet meegerekend. Bijna de helft hiervan sterft door longkanker en een kwart aan chronische bronchitis en longemfyseem. In 2013 stierven in België 14.000 mensen aan het roken en niet-rokers leven gemiddeld zeven jaar langer dan rokers. De sterftecijfers bij sigaar- en pijprokers zijn merkelijk lager dan bij sigarettenrokers, maar toch hoger dan bij niet-rokers. Volgens de Wereldgezondheidsorganisatie (WHO) sterven er per jaar ruim 8 miljoen mensen aan de gevolgen van actief en/of passief roken. Dit zijn ruim 7 miljoen rokers en 1,2 miljoen mensen die de tabaksrook van anderen inademen.
Nieuwe vormen van roken, zoals de e-sigaret of verhitten van de tabak in plaats van verbranden, zijn eveneens een bedreiging voor de gezondheid. Het roken van (filter)sigaretten verhoogt de kans op tal van ziekten en aandoeningen, zoals hart- en vaatziekten, verschillende vormen van kanker en parodontitis. Het al dan niet aanwezig zijn van een filter aan het mondstuk heeft geen effect op de gezondheidsrisico's. In tegendeel: ze stimuleren het rookgemak door een aangenamer mondgevoel. Verder worden er ook meerdere radioactieve stoffen (waaronder polonium-210) geïnhaleerd bij het roken van een sigaret of tabak.

## Meetmethoden schadelijke stoffen
Om de schadelijke stoffen, dat zijn teer, nicotine en koolmonoxide, die vrijkomen bij het roken van sigaretten te meten zijn er twee methoden. Hierbij wordt gebruik gemaakt van dezelfde rookmachine.
- Bij de Internationale Organisatie voor Standaardisatie (ISO) methode zit er relatief veel tijd tussen de trekjes en inhaleert de machine weinig. Verder zijn de ventilatiegaatjes in de filter open waardoor de sigarettenrook wordt vermengd met schone buitenlucht.[11]
- De WHO Intense- of Canadian Intense-methode is meer afgestemd op het daadwerkelijk rookgedrag van de roker. De trekjes volgen sneller op elkaar en er wordt per trek meer rook geïnhaleerd. Verder worden de ventilatiegaatjes dichtgedrukt; in de praktijk dekt de roker deze gaatjes af met de vingers of lippen.

De ISO-methode is de wijze waarop de sigarettenindustrie nu de schadelijke stoffen meet en deze waarden komen op de verpakking. De rook van een sigaret mag volgens de wet maximaal 10 milligram (mg) teer, 1 mg nicotine en 10 mg koolmonoxide bevatten bij metingen volgens de ISO-methode. Dit is voor de Europese Economische Ruimte vastgelegd in de Europese tabaksproductenrichtlijn (2014/40/EU).
Uit tests van het RIVM is gebleken dat het verschil in uitkomsten groot is. Gemiddeld ligt de inname van schadelijke stoffen driemaal hoger bij de WHO Intense methode dan bij de ISO-methode. Vooral sigaretten die gunstig uitkomen bij de ISO-methode scoren veel minder goed dan bij de WHO Intense methode. Verder zijn de verschillen tussen lichte en zware sigaretten veel minder groot bij de WHO Intense methode dan de ISO-methode.

### 'Sjoemelsigaret'
Volgens critici voegt de tabaksindustrie stoffen toe aan sigaretten die deze extra verslavend zouden maken en zouden metingen kunnen worden gemanipuleerd om een gewenste schijnbare uitkomst aan schadelijke stoffen te bereiken die dan zou voldoen aan de wettelijke normen. Hiervoor werd de term sjoemelsigaret bedacht. Onderzoeksjournalist Joop Bouma stelde in 2019 in het boek De sjoemelsigaret aan de kaak hoe de tabaksindustrie in Nederland, "geholpen door zwak overheidsbeleid en bange gezondheidsfondsen" een machtspositie verwierf en behield.

## Verkoop

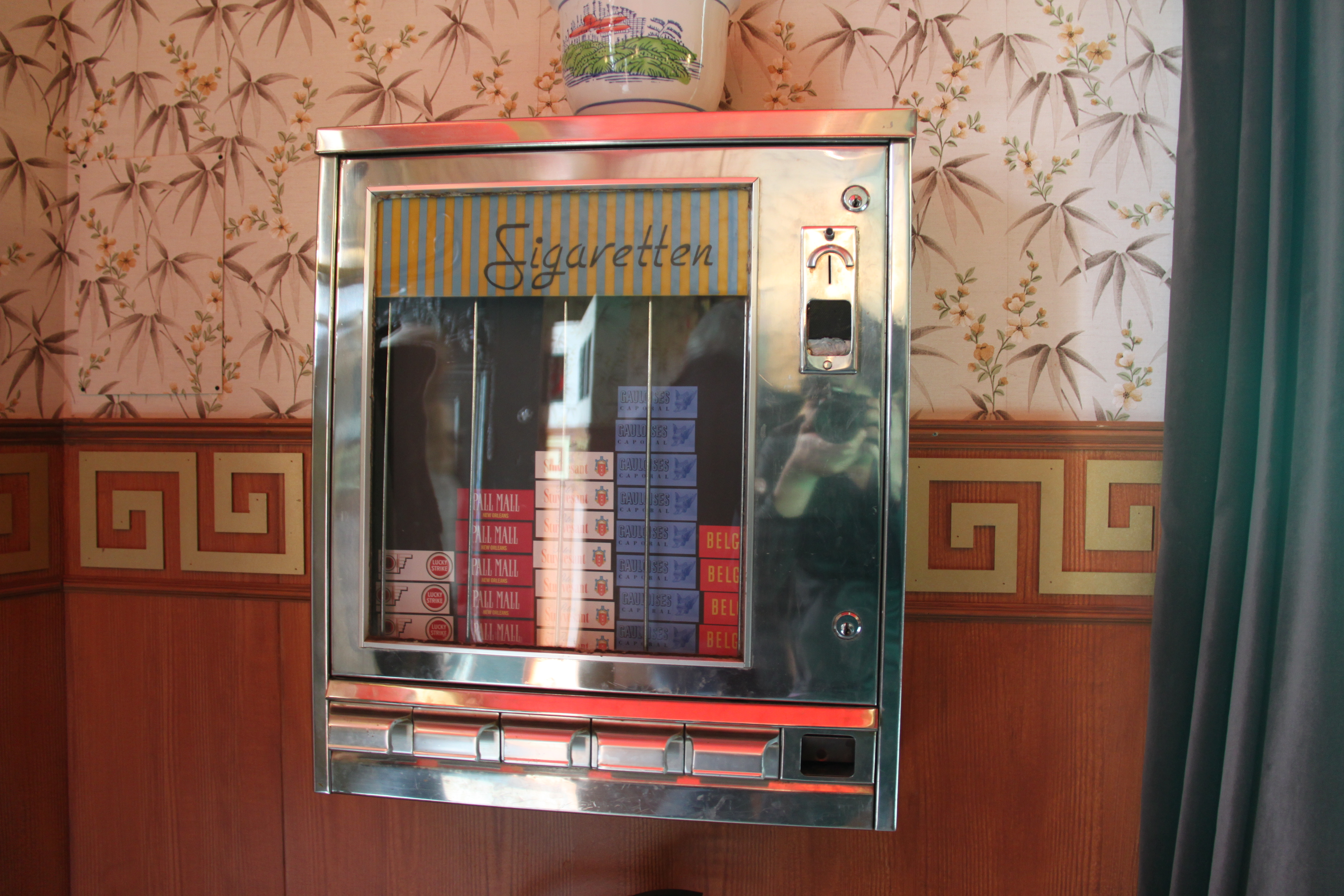
Een verouderde, niet vergrendelde sigarettenautomaat in het Nederlands Openluchtmuseum

Sigaretten worden verkocht in pakjes met verschillende hoeveelheden. Een slof sigaretten bestaat meestal uit tien pakjes. Uit een pakje shag van 42,5 gram kunnen 35-45 sigaretten, afhankelijk van de hoeveelheid gebruikte tabak, gerold worden. Deze worden met de hand gemaakt met behulp van een dun papiertje, in Nederland een vloeitje, in Vlaanderen ook wel een blaadje genoemd. De in België en Nederland verkochte pakjes zijn hersluitbaar, in veel andere landen (o.a. de Verenigde Staten), zijn ook zogeheten softpacks meer voorkomend; daarbij moet de gebruiker het pakje open krabben en kan het daarna niet meer sluiten.
In 2017 werden er wereldwijd zo'n 5.400 miljard sigaretten geconsumeerd, met een waarde van 700 miljard dollar. De Volksrepubliek China is verreweg de grootste markt, goed voor meer dan 40% van de wereldwijde consumptie. De hele Chinese markt is bijna uitsluitend in handen van een staatsmonopolie. Indonesië, Rusland, de Verenigde Staten en Japan zijn de volgende vier grootste markten.
Per hoofd van de bevolking, ouder dan 15 jaar, werden in Rusland gemiddeld 2295 sigaretten gerookt in 2016. Alleen in België werd nog meer gerookt, gemiddeld zo'n 2441 stuks per jaar. In de grootste sigarettenmarkt ter wereld, China, lag de consumptie op 2043 stuks. Japan nam een tussenpositie in met 1583 stuks en ook Nederland met 1460 stuks. In de Verenigde Staten werden gemiddeld 1017 sigaretten gerookt en in het Verenigd Koninkrijk, een land met een relatief hoge prijs, 828 stuks.
Buiten China is de sigarettenindustrie in handen van een beperkt aantal spelers. De vier grootste aanbieders van sigaretten hebben tezamen zo'n 65% van de markt. Door de dalende verkopen is al decennia lang een concentratietendens merkbaar. Kleine tabaksproducenten worden overgenomen door grotere spelers en vervolgens worden de kosten verlaagd door merken uit de handel te nemen en fabrieken te sluiten. De vier grootste aanbieders zijn:
| Fabrikant                   | 2010  | 2015  | 2019  |
| --------------------------- | ----- | ----- | ----- |
| Philip Morris International | 24,3% | 25,6% | 23,9% |
| British American Tobacco    | 19,7% | 23,0% | 22,7% |
| Japan Tobacco               | 16,2% | 16,0% | 16,2% |
| Imperial Brands             | 8,8%  | 7,7%  | 7,4%  |